# Борнейские торфяные заболоченные леса
Борне́йские торфяны́е заболоченные леса — экорегион тропических лесов, расположенный, главным образом, в прибрежных областях острова Калимантан. Общая площадь около 70 тысяч квадратных километров распределена между Индонезией, Малайзией и Брунеем. Имеет важное значение для сохранения популяций приматов, в том числе, орангутана. Находится в угрожаемом состоянии из-за необдуманной политики освоения земель под сельское хозяйство.

## География
Торфяные заболоченные леса Калимантана занимают прибрежные области на западе острова и приурочены к слабодренированным долинам рек. Местообитания характеризуются сезонными подтоплениями, часто граничат с мангровыми лесами.

## Климат и почвы
Климат Калимантана влажный тропический. Основные его черты — высокие температуры в течение всего года (в среднем +28° С) и большое суммарное количество выпадающих осадков (более 2000 мм в год). Среднемесячные суммы осадков меняются от времени года. В сухой сезон (июнь — октябрь) над островом господствуют обезвоженный воздух, перемещённый с Австралийского континента. С ноября по декабрь сюда перемещаются азиатско-тихоокеанские воздушные массы, приносящие осадки.
Обильные осадки способствуют отложению торфов, поскольку древесный опад, оказавшись под водой, слабо подвержен разложению и постепенно оказывается погребённым под выше отложенными слоями. Накоплению торфа способствует также плотная структура кожистых листьев, благодаря которой растения уменьшают испарение в сухой сезон. Нарастая, торф формирует в центральных, наименее дренированных, частях куполообразную возвышенность. Торфяная толща может достигать 20 м, полностью изолируя корни растений от минерального грунта и грунтовых вод. Почвы бедны минеральными веществами и имеют очень кислую реакцию (pH 4 и ниже). Водное питание таких почв исключительно дождевое, поэтому они сильно иссушаются в сезон без дождей.

## Растительность
Тропические торфяные леса формируются, с одной стороны, видами, характерными для сухих бедных местообитаний, и, с другой стороны, видами заболоченных долинных лесов. Флористическое разнообразие лесов на торфяниках ниже, чем в сухих тропических лесах, но сравнимо с таковым для лесов «пустошных» (бедных и сухих) местообитаний. На 1 га здесь отмечают от 30 до 122 видов деревьев с диаметром более 10 см.
Флора, характерная только для этих лесов, на 63 % состоит из древесных видов (Gonystylus bancanus, Dactylocladus stenostachys, Copaifera palustris, Calophyllum obliquinervum, Cratoxylum glaucum, Combretocarpus rotundatus, Tristaniopsis obovata, Parastemon urophyllus, Garcinia cuneifolia, Litsea crassifolia) много видов лиан и эпифитов (16 %).
Растительность на торфяных возвышенностях меняется концентрическими зонами от края к центру «купола». Выделяют до 6 типов растительных сообществ на этом градиенте. На периферии леса сходны по составу с засушливыми лесами более богатых местообитаний. В центре, где вода поступает только в виде осадков, флора обеднённая, а растительность сходна с открытыми саваннами. В разных районах острова флора торфяных лесов немного отличается.
Общий список флоры сообществ экорегиона включает 927 видов высших растений. Среди характерных видов есть борнейские эндемики, например, Palaquium cochleariifolium, Shorea balangeran и Shorea albida.

## Животный мир
Фауна позвоночных в торфяных лесах во многом общая с другими типами пойменных сообществ, поскольку они (за исключением рыб) могут широко перемещаться в поисках пищи и укрытий. Примерно треть всех позвоночных Калимантана отмечено в лесах на торфяниках. Огромно значение торфяных лесов как места обитания многих видов приматов, таких как носач (Nasalis larvatus), гривистый тонкотел (Trachypithecus cristatus), макак-крабоед (Macaca fascicularis), белобородый гиббон (Hylobates albibarbis), калимантанский орангутан (Pongo pygmaeus). Носач обитает преимущественно в торфяных лесах, и к ним же приурочена почти треть оставшихся в мире орангутанов. Также эндемиком тропических торфяных лесов является листонос Дориа (Hipposideros doriae) — летучая мышь из семейства подковогубых.
Орнитофауна представлена почти 300 видами птиц, многие из которых находятся в угрожаемом состоянии по оценке МСОП, например малайский шерстистошейный аист (Ciconia stormi) и яванский марабу (Leptoptilos javanicus). Два вида птиц встречаются только в торфяных лесах — яванская белоглазка (Zosterops flavus) и крючкоклювый бюльбюль (Setornis criniger).
Всего 45 % видов млекопитающих и 33 % вида птиц торфяных лесов имеют охранный статус уязвимых или находящихся под угрозой исчезновения.

## Угрожающие воздействия
Торфяные заболоченные леса Калимантана подвержены множественному негативному влиянию человека, и сегодня эти сообщества находятся под угрозой деградации и исчезновения. Вырубка леса, освоение земель под сельское хозяйство и пожары — три тесно связанных фактора воздействия.
Рубки обычно проводятся выборочно — вырубаются наиболее ценные породы деревьев. При этом в сообществе происходят механические нарушения, и, зачастую, меняется флористическая композиция. Так, при рубке одного из самых ценных видов — Gonystylus bancanus (его древесина называется «рамин») — нарушается его естественное возобновление. В вырубаемых лесах наблюдается снижение плотности орангутанов почти на 25 %, что может быть связано с разреживанием крон и снижением высоты древесного яруса, а также с уменьшением количества пород со съедобными плодами.

## Охрана
Торфяные борнейские леса охраняются на территории 11 резерватов, в основном на территории Индонезии. Общая площадь охраняемых борнейских торфяных лесов — 4300 км², что составляет около 6 % от площади экорегиона. Самые большие массивы этих уникальных лесов взяты под охрану в национальном парке Гунунг-Палунг — 1120 км². Наименее нарушенные торфяные леса сохранились в Брунее, в долине реки Белайт.
В регионе начаты работы по восстановлению борнейских торфяных лесов. Для этого прежде всего запруживают искусственные ирригационные каналы, приводящие к иссушению обезлесенных торфяных залежей. Впоследствии проводится посадка деревьев или идёт естественное восстановление лесов. В этой работе принимают участие международные и местные экологические организации — WWF, Wetlands International, Фонд спасения орангутанов Борнео.